# Lattervika
Lattervika est une localité du comté de Troms, en Norvège.

## Géographie
Administrativement, Lattervika fait partie de la kommune de Lyngen.